# Kaufungen
Kaufungen é um município da Alemanha, situado no distrito de Kassel, no estado de Hesse. Tem 26,13 km² de área, e sua população em 2019 foi estimada em 12.503 habitantes.